# Theodor Spångberg
Theodor Johan Spångberg, född 11 mars 1831 i Göteborg, död 19 juni 1904 i Göteborg, var en svensk målarmästare och målare.
Han var son till fattigvårdsinspektorn Johan Spångberg och Anna Maria Håkansson och från 1865 gift med Amalia Charlotta Jacobson. Spångberg arbetade först som bokhållare vid fattigförsörjningsinrättningen i Göteborg. Genom sin bekantskap med genremålaren Peter Eskilsson väcktes hans intresse för konst. I början av 1850-talet vistades han tillsammans med  Eskilsson en tid i Düsseldorf där han bedrev konststudier. Det är inte klarlagt för vem han studerade men det är troligt att han studerade för Adolph Tidemand som var Eskilssons lärare. Hans föräldrar ansåg att han borde söka sig till ett yrke som gav säkrare existensvillkor så han gav upp sina konstnärsplaner och utbildade sig till yrkesmålare där han vann burskap som  målarmästare i Göteborg 1856. Av ungdomsårens konstnärliga produktion märks ett antal porträtt i bröstbild av föräldrarna, brodern och andra släktingar. Förutom porträtt består hans konst av genremålningar, mariner och landskapsskildringar. En av hans marinmålningar köptes 1865 av Göteborgs konstförening som senare skänkte tavlan vidare till Göteborgs konstmuseum han är även representerad vid Göteborgs historiska museum.  